# Ulf Nyberg
Ulf Nyberg, född 31 mars 1977 i Malmö, Sverige, är en svensk skådespelare och musiker.

## Biografi
Nyberg tog som barn danslektioner och under tonåren musiklektioner. Under sina dramastudier på Umeå universitet provspelade han basgitarr för punkbandet Refused, vilket gav honom ett års världsomspännande turnerande med bandet under 1998. Refused splittrades dock samma år. Sedan slutet av 1990-talet har Ulf Nyberg fokuserat på skådespeleri. Han studerade vid The Neighborhood Playhouse School of the Theatre i New York, och medverkade efter utbildningen i flera kortfilmer och långfilmer. 2002 hade han en talande huvudroll i The Rolling Stones musikvideo ”Don’t Stop”. För rollen som Roland i långfilmen Hemligheten belönades han 2004 med en Golden Smokie Award på Fairport Film Festival, Arbroath, Skottland i kategorin Bästa manliga huvudroll.

## Privatliv
Nyberg är sedan 2000 bosatt i Stockholm. Förutom skådespelarjobb har han kontinuerligt fortsatt med musiken och har varit delaktig i flera Stockholmsbaserade musikakter.

## Filmer och TV-serier (i urval)
- 2004 – 6 Points
- 2005 – Hemligheten
- 2018 – Uppsalakidnappning

## Utmärkelser
- 2004 - Bästa manliga huvudroll - Hemligheten - Golden Smokie Awards, Fairport Film Festival

## Associerade musikakter
- 1997-1998 - Refused (basgitarr)
- 2000-2002 - Pharadox (basgitarr)
- 2004-2005 - The Kind That Kills (basgitarr)
- 2004-2006 - Alexis At Last (basgitarr, sång)

## Musikvideor
- 2002 - The Rolling Stones - "Don't Stop"